# Jaja (film)
Jaja (fr. Les valseuses) – francuska czarna komedia z 1974 roku w reżyserii Bertranda Bliera, zrealizowana na podstawie jego własnej powieści z 1971 roku pod tym samym tytułem.
Film emblematyczny dla dekady lat 1970., Jaja oddają „ton i antykonformizm” tej epoki. Blier twierdził, że Francja potrzebowała, żeby ktoś nią potrząsnął i ten film zagrał tę rolę. Obraz wywołał skandal, ale cieszył się powodzeniem wśród publiczności, mimo bardzo zachowawczych reakcji krytyków, spośród których jeden uznał go nawet za dzieło nazistowskie.
Zdjęcia kręcono w następujących departamentach: Alpy Wysokie (Col d'Izoard), Calvados (Caen, Luc-sur-Mer), Côte-d’Or (Pont-d’Ouche, Beaune) Drôme (Valence), Pas-de-Calais (Le Touquet-Paris-Plage, Cucq) oraz Sekwana Nadmorska (Rouen).

## Fabuła
Film opowiada o kilku tygodniach życia dwóch młodych mężczyzn, których głównym motorem do działania jest znudzenie. Popełniają mniejsze lub większe wykroczenia i korzystają z wolności seksualnej panującej w tym okresie.

## Główne role
- Gérard Depardieu – Jean-Claude
- Miou-Miou – Marie-Ange
- Patrick Dewaere – Pierrot
- Jeanne Moreau – Jeanne Pirolle
- Brigitte Fossey – młoda matka w pociągu
- Jacques Chailleux – Jacques Pirolle, syn Jeanne
- Michel Peyrelon – Bruno, chirurg
- Eva Damien – żona chirurga
- Gérard Jugnot – mężczyzna na wakacjach z rodziną
- Thierry Lhermitte – portier
- Dominique Davray – Ursula
- Christian Alers – Henri, ojciec Jacqueline
- Christiane Muller
- Sylvie Joly
- Rita Maiden
- Isabelle Huppert – Jacqueline
- Jacques Rispal – Maton
- Bruno Boëglin
- Gérard Boucaron – Carnot
- Marco Perrin – inspektor supermarketu
- Claude Vergues – Merian